# Aire Nou de Bao
Aire Nou de Bao és una entitat al servei de la llengua i la cultura catalanes a Bao, a la Catalunya Nord.

## Activitats

### Castellers del Riberal
Josep Serra un dels fundadors de l'entitat proposa la creació d'una colla castellera. Entusiastes i totalment ignorants del fet casteller, els airenovencs prenen contactes amb diferents colles. El Francesc Puigsegur president dels Castellers de l’Albera ofereix l’ajuda de la seva colla. Les dues colles tenen punts en comú. Les dues colles fan part d’associacions que promouen la identitat catalana, del G.R.A.F.I.C. pels alberencs i d’AIRE NOU DE BAO pels riberalencs. Les dues colles tenen seu dins vilatges petits (una mica més de 2000 habitants) i veins (40 quilòmetres els separen). Ni una colla ni l'altra tenen tradició castellera. Neix amistat i se fan intercanvis regulars: intercanvis castellers per a les diades de cada colla i colònies juntes per a la mainada. Un any d'una banda de l’Albera, un any de l’altra.

#### Castells assolits
Pilar de cinc aixecat per sota (17 de novembre 2002 a Bao i 17 d'octubre 2010 a Bao) 	
Quatre de set amb l'agulla (17 de novembre 2002 a Bao)
Tres de set aixecat per sota (Setembre 2002 a Olot) 	
Quatre de set amb l'agulla (Agost 2002 a Millars)
Tres de set (Novembre 2001 a Bao)
Quatre de set (Agost 2001 a Millars i 17 d'octubre 2010 a Bao) 	
Pilar de cinc (Agost 2000 a Millars) 		
Pilar de cinc (Agost 1998 a Sant Cebrià)

### Grallers del Riberal
Inicialment impulsada per una airenovenca per mor d'acompanyar les construccions castelleres, la gralla s'ha ampliat al si d'Aire Nou, donant més vida a totes les propostes que ens pot oferir l’associació.
Avui, la colla grallera podria fins i tot ser l'element imprescindible de l'associació, ja que durant un trajecte amb autobús, després de dinar o per acompanyar qualsevol ocasió ha esdevingut un costum tocar-la. Quantes vegades s'ha pogut sentir “toqueu la gralla!”? Qui no ha ballat una polca de l'ós després d'una actuació castellera? O una sardana improvitzada? O qui no s'ha preocupat per saber si hi hauria gralles presents a la propera actuació?
Després d'alts i baixos, d'ànecs i de gallines, de canvis constants d'efectius, d'aprenentatge, de treball, hem arribat a enriquir el nostre repertori de les cançons tradicionals a les festives de les agafades a grups, a les ineludibles que toquem amb els sorollosos per ritmar la vida de cada airenovenc. Fent una cervesa després de l'assaig, parlant amb amics davant del local, sempre se sent algú xiular una cançó que acabem de tocar!
De la mateixa manera que els castells o falcons, la gralla és una activitat dins de l'associació, amb assaigs setmanals. No és un passatemps entre dues activitats, exigeix un treball de grup. Com per fer construccions (de castells o de falcons) més segures i més altes a on la gent va a assajar dos cops a la setmana, per aprendre peces noves, millorar-les, i tocar bé durant les actuacions, els grallers hem de ser presents junts cada dimarts a l'assaig de gralla.
Assaigs cada dimarts i divendres de 20h30 a 22h30 a la Vilbau a Bao.

### Sorollosos del Riberal
La colla de percussions neix el 1998 dels intercanvis amb GRAFIC l'entitat cultural de La Jonquera.
Aire Nou s'inspira molt de GRAFIC, El primer contacte és casteller i graller, però molt ràpidament la gent se barreja i s'ajuda. és així que rebem suport de totes les entitats component GRAFIC. El 1998 uns quants airenovencs van regularment fins a la Jonquera i hi aprenen els ritmes bàsics de correfocs. Molt ràpidament toquen sols abans de les actuacions castelleres i se'ls dona el nom de SOROLLOSOS.
El grup creix en quantitat de persones i en qualitat.
Avui els Sorollosos del Riberal participen a gran part de les actuacions airenovenques: passaviles, actuacions castelleres, correfocs, ball de bestiari...
Els assaigs tenen lloc cada divendres de les 19h a 20h30 a la Vilbau.

### Diables i Bruixes del Riberal
Els Diables del Riberal van néixer el febrer del 1999. De fet les ganes de fer correfocs eren anteriors. Els intercanvis amb les seccions de GRAFIC de la Jonquera van donar ganes de crear una colla de diables.
El 28 de febrer de l'any 1999 els Diables del Riberal sortiren per primera vegada a Bao invitats pels Focs de sant Joan que organitzava el carnaval. Aquest dia cremaren les primeres carretilles i encenguérem el Rei del carnaval.
Més que un correfoc, aquesta actuació tenia com a objectiu de preparar els propers correfocs, els primers contractes.
Va ser Perpinyà que nos acollí per primera vegada el 16 de març. Els Diables de l'Albera nos acompanyaren dins la Bassa.
Uns dies més tard, el 27 de març realitzàvem el primer correfoc com déu mana, pels carrers de Banyuls de la Marenda i amb públic ja coneixedor i atrevit.
A partir d'aquí els correfocs se seguiren amb un ritme conservat any rere any
Tornàrem a Bao per a acompanyar la Flama del Canigó la vigília de Sant Joan de 1999, el 3 de juliol fèiem el primer correfoc a Sant Llorenç de Cerdans, el 4 de juliol érem de nou a Banyuls de la Marenda, participàrem a la festa dels préssecs a Illa de Tet el 17 de juliol, actuàrem dues vegades a la Codalera, una el juliol i l'altra a l'agost... l'11 de Setembre del 1999 amb grallers, castellers, sorollosos els diables del Riberal animàvem els carrers de Perpinyà en el marc de l'edició del CORRELLENGUA a Catalunya Nord. L'endemà, el 12 de setembre fèiem un correfoc a sant Mateu, un dels correfocs més entranyables que mai hem fet. Un carrer estret, un recorregut curt però una intensitat poc comparable. No descuidem tampoc les dues mostres de foc que fèiem cada any pels joves dels Casals Catalans d’arreu del món, joves d'Austràlia, del continent sud americà, del Japó, de Suïssa... Descobrien a Bao vessants de la cultura catalana.
Els Diables del Riberal ja érem notícia, ja teníem nom quan nos presentàrem oficialment el 19 de setembre del 1999 a Bao apadrinats pels diables de l'Albera.
Devem la creació de la colla i la seua evolució fins al 2002 als Diables de l’Albera, però també al Denís Cortade. Va ser l’impulsor del projecte, va treballar sense descans per a fer del projecte una realitat que tingui un gran valor. Va ser l’ànima dels inicis. Creador de material, pensador i incansable organitzador.

### Hamlet: el drac del Riberal
Un Drac! Com tots els dracs guarda un tresor, per més que l'intentin robar el drac el protegirà. La primera calavera era d'un personatge del nord, molt al nord. El 1659 va intentar robar el tresor, el drac el fulminà d'una alenada de foc.
El segon personatge era del sud, molt del sud-oest, el 1714 el drac el va aixafar d'un cop d'ala. La gent del Riberal se sentia segura, protegida pel seu animal fantàstic i per allò de les calaveres li varen dir Hamlet, perquè recitava :
Ser o no ser català, aquesta és la qüestió:
si pensa amb més noblesa qui suporta
dards i fondes contra ultratjada llengua
o aquell que s'arma contra un mar de penes
i amb les armes s'hi oposa per finir-les.
Morir, dormir: res més. I dir que acaben
amb un son les tristors i els mil encontres
dels quals la carn és natural hereva,
és una fi que desitjar caldria devotament.
Morir, dormir. Dormir!.
qui sap si somiar!...
somiar en un país lliure
Vet aquí el tràngol.
El nostre drac filòsof recitava aquest trist monòleg, quan van aparèixer 100 persones totes de verd vestides, portaven amb elles aire nou que va animar la bèstia i li varen proposar de sortir amb elles per pobles i vilatges de Catalunya Nord per donar la bona nova de que res era perdut i tot era possible. I Hamlet hi va ser d'acord, i a partir d'aquell dia per totes les contrades on passava, el seu foc recordava a la gent els seus orígens i era símbol de bona sort i d'un futur català possible.

### Falcons del Riberal
Aquesta primera temporada ha permès a la colla d'actuar amb totes les colles existents i de portar construccions a diferents llocs del territori català.
El 19 d'abril bateig a Bao amb els Falcons de Vilanova i la Geltrú
El 27 de juny a Vilafranca del Penedès en el marc de la vuitena Trobada de Falcons de Catalunya les fotografies
El 13 de juliol a Maria de la salut (Mallorca) fotografies
El 2 d'agost a Vilanova i la Geltrú en el marc de la Festa Major les fotografies
Els Falcons de Vilanvova actuen a Perpinyà pel CORRELLENGUA, l'any següent són invitats a participar en Identi'CAT. Part dels Castellers del Riberal troben interès a l'activitat. Se veu com a complementària als castells. El mateix hivern comencen a assajar l'escala i la triplanxa. Els anys passen fins que a final del 2008 se decideix presentar oficialment la Primera Colla de Falcons de Catalunya nord. Se decideix actuar 4 vegades l'any: organitzar un intercanvi, participar en la Trobada Nacional de Falcons de Catalunya i una actuació més. La primera temporada s'assaja poc, un divendres el mes.
2009: 1a temporada
És una temporada excepcional amb actuacions importants:
- Trobada Nacional de Colles de Falcons de Catalunya a Vilafranca del Penedès
- Festa Major de Vilanova i la Geltrú
- Actuació Plaça Sant Jaume per la Mercè

## Premis
- El 2020 es concedeix la Creu de Sant Jordi a l'entitat pel seu quart de segle de compromís infatigable amb la llengua i la cultura catalanes a la comarca del Rosselló.[1]
- El 2024 reberen el premi Pompeu Fabra en la categoria de voluntariat lingüístic: ex aequo ambi Isidre Pérez i Edo.[2]